# Трент Резнор
Майкл Трент Резнор (англ. Trent Reznor; нар. 17 травня 1965) — американський музикант, композитор і продюсер. Як вокаліст і мультиінструменталіст Резнор є лідером і єдиним постійним учасником індастріал-рок гурту Nine Inch Nails з 1988 року. З 2010 року він і його дружина Меріквін Маандіг є учасниками пост-індустріального тріо How to Destroy Angels.
У середині 1980-х років Резнор був учасником гуртів Option 30, The Innocent і Exotic Birds. Він отримав роботу в Right Track Studios в Клівленді і почав писати власну музику під назвою Nine Inch Nails. Перший реліз гурту «Pretty Hate Machine» отримав комерційний і критичний успіх, і відтоді музикант випустив сім студійних альбомів. Поза Nine Inch Nails, він зробив свій внесок в альбоми таких артистів, як Marilyn Manson і Сол Вільямс.
1997 року Трент потрапив до списку найвпливовіших людей світу в журналі Time, а журнал Spin визнав його «найважливішим музикантом». Резнор займає 25 місце в списку 100 найкращих метал-вокалістів усіх часів за версією журналу Hit Parader і 32 в списку 50 найкращих рок-фронтменів усіх часів, складеному журналом Spin.
З 2010 року працює разом із композитором Аттікусом Россом, з яким пише музику до кінофільмів, телесеріалів і відеоігор. Серед найзнаніших робіт: «Соціальна мережа» (2010; премія «Оскар» за найкращу музику), «Дівчина з тату дракона» (2011; премія «Греммі» за найкращий саундтрек для візуальних медіа), «Загублена» (2014), «Душа» (2020; премія «Оскар» за найкращу музику), «Суперники» (2024; премія «Золотий глобус» за найкращу музику).

## Біографія

### Ранні роки
Майкл Трент Резнор (англ. Michael Trent Reznor) народився 17 травня 1965 року о 7:30 в родині Ненсі Лу (Кларк) та Майкла Резнорів. Своє середнє ім'я він отримав щоб уникнути плутанини з батьком. Після розлучення батьків він жив в Мерсері з бабусею та дідусем по материнській лінії, в той час як Тера жила з матір'ю. Резнор є нащадком Джорджа Резнора, який заснував Reznor Company, компанію виробництва опалення та кондиціювання повітря в 1888 році. Родина продала бізнес в 1960-х роках. Трент має німецьке та ірландське походження.
Резнор почав грати на фортепіано в п'ять років, рано показавши музичні здібності. В інтерв'ю 1995 року його дідусь згадував: «Музика була його життям, вже з дитинства. Він був дуже обдарований». Його вчитель по фортепіано Рита Беглан згадувала, що Резнор за інструментом нагадував їй Гаррі Конніка молодшого.
Трент Резнор неодноразово визнавав, що відокремлене життя в Пенсільванії викликало в ньому почуття відірваності від решти світу. В інтерв'ю 1994 року журналу Rolling Stone, розмірковуючи про причини, що спонукали його вибрати кар'єру рок-музиканта, Резнор говорив:
|  | Я не знаю, що штовхало мене цим займатися, крім мого бажання втекти з маленького американського міста, подолати межі, вирватися. Я ріс в непоганому місці, але там не було нічого, крім кукурудзяних полів. Весь свій життєвий досвід я черпав з кінофільмів, телевізора, книг і журналів. А коли твоя культура формується телевізором, який дивишся кожний день, ти атакований образами речей, які здаються кльовими, місць, які здаються цікавими, людей, що мають роботу, кар'єру та можливості. Нічого з того, що було в мене. Я вже майже переконав себе в тому, що все це не для мене Оригінальний текст (англ.) [«I don't know why I want to do these things, other than my desire to escape from Small Town, U.S.A., to dismiss the boundaries, to explore. It isn't a bad place where I grew up, but there was nothing going on but the cornfields. My life experience came from watching movies, watching TV and reading books and looking at magazines. And when your fucking culture comes from watching TV every day, you're bombarded with images of things that seem cool, places that seem interesting, people who have jobs and careers and opportunities. None of that happened where I was. You're almost taught to realize it's not for you».] Помилка: {{Lang}}: не вказано код мови (допомога) |

Майкл Трент ріс самотньою та замкнутою дитиною. «У школі весь вільний час проводив в художньому класі, слухав там музику та просто вбивав час. Я був самотнім та ненавидів школу. Друзів відтоді у мене не залишилося», — пізніше згадував він. Однак, пізніше Резнор заявляв: «Я не хочу, щоб складалося враження, ніби у мене було нещасне дитинство».
Починаючи з молодших класів середньої школи Резнор навчався також грі на саксофоні та тубі. Він був членом джазового та духового оркестру. Диригент оркестру д-р Хендл Ходж запам'ятав його як «дуже приємного та доброзичливого молодого чоловіка». Крім того, Резнор брав участь у шкільних театральних постановках. За ролі в мюзиклах — Іуди в спектаклі «Ісус Христос — суперзірка» та професора Гарольда Хілла в «Музичній людині» — він визнавався своїми однокласниками найкращим драматичним актором.

#### Перші музичні гурти
Трент Резнор закінчив школу в 1983 році та вступив до Аллегейні-коледж, де вивчав обчислювальну техніку та музику. До того часу він вже усвідомив, що хоче займатися всерйоз лише рок-музикою. Основною перешкодою, однак, була невпевненість у собі. «Я побоювався навіть вигадати пісню — просто з остраху, що вона мені самому може не сподобатися… До того ж, не міг відповісти сам собі на запитання: а що я-то можу сказати нового?.. Мені зовсім не хотілося звучати, як всі», — говорив він в інтерв'ю 1994 року журналу Kerrang!. Резнор приєднався до місцевого гурту Option 30, який давав по три концерти на тиждень. Провчившись один рік, він вирішив кинути коледж та повністю присвятити себе музиці.
З цією метою Резнор переїхав в Клівленд, де приєднався до гурту The Innocent як клавішник. Він встиг взяти участь в записі єдиного альбому гурту Livin' in the Street і покинув колектив через три місяці. Потім Резнор співпрацював ще з кількома місцевими клівлендськими командами, в тому числі з Exotic Birds. Разом з цим гуртом він знявся у фільмі Пола Шредера «При світлі дня», учасники Exotic Birds постали на екрані як музиканти вигаданого колективу The Problems. Робота в картині Шредера залишається досі єдиною кінороллю Трента Резнора.
Водночас Резнор влаштувався різноробом у клівлендську звукозаписну студію Right Track Studio (зараз — Midtown Recording). Її власник Барт Костер згадував, що Резнор «гранично концентрувався на всьому, що робив. Коли цей хлопець натирав підлогу, та виглядала прекрасно». Костер дозволяв Резнор користуватися студією в неробочі години, у результаті початківець музикант зміг записати демоверсії пісень, що увійшли потім в його дебютний альбом. Ці демо пізніше були видані на бутлегі Purest Feeling.

### Nine Inch Nails

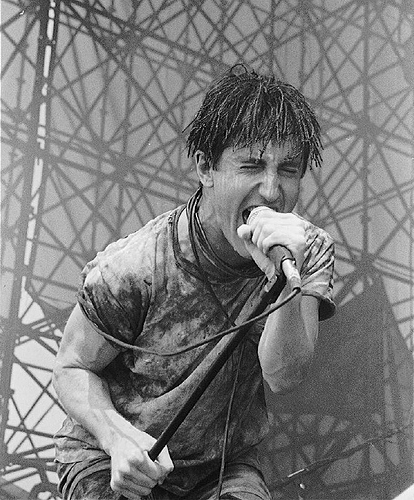
Трент Резнор під час виступу на фестивалі Lollapalooza в 1991, після якого Nine Inch Nails добилися популярності в США

Під впливом різних виконавців, насамперед Принца, Ministry та Skinny Puppy, Резнор записав кілька незграбних, різких композицій, ідеально (як писав пізніше журнал Kerrang!) «озвучили відчай та безнадію, якими були наповнені тексти». Працюючи в студії ночами, він сам виконав партії всіх інструментів, за винятком ударних, на яких зіграв Кріс Вренна. Пізніше Резнор згадував:
|  | Це був немов уперше розкритий щоденник: з'ясувалося, що в ньому — найгірші почуття. Я навіть вирішив спочатку, що не зможу сказати всі ці речі. Але чесність — от що було головне: вона пересилила страх перед можливістю висловити свої справжні емоції |

Дебютний альбом Pretty Hate Machine 1989 року приніс Резнор загальнонаціональну популярність. Альбом, стилістичні рамки якого зумовив (за визначенням одного з критиків) «готичний мінімалізм з використанням хаотичних електронних ефектів як основного фону», жодним чином не відповідав духу часу. Трент Резнор виявився практично єдиним у своєму жанрі, і це сам він пізніше називав своїм досягненням.
Протягом наступних трьох років Резнор гастролював, виступав у перших відділеннях інших гуртів, таких, як The Jesus and Mary Chain, зіграв на самому першому фестивалі серії Lollapalooza. Одним з найбільш пам'ятних для нього стало фіаско на Вемблі, де Nine Inch Nails, що вийшли на сцену перед Guns N' Roses, були обсвистані фанатами останньої.
Посварившись із лейблом TVT Records, Резнор створив власну компанію звукозапису Nothing Records, на якій вийшов міні-альбом Broken. Платівка записувалася потай, щоб не спровокувати конфлікту з колишніми роботодавцями.
Міні-альбом Broken, який сам Резнор називав «одним великим сгутком злості», виявився навіть похмуріше попередника. Журнал Kerrang! назвав його «…позамежно нездоровим для мозку» (англ. absolutely mind-fuckingly disquieting stuff). Але навіть його музичний зміст виглядав безневинно порівняно з відеокліпами. «Happiness in Slavery» за участю перформанс-артиста Боба Фланагана виявився заборонений до показу на MTV. У кліпі «Gave Up» знявся тоді ще невідомий Мерілін Менсон, що незадовго до цього випустив на лейблі Резнора дебютний альбом Portrait of an American Family.
В 1993 році Трент Резнор переїхав до Лос-Анджелесу в будинок 10050 на Сьєло-Драйв, той самий, в якому від рук банди Чарльза Менсона загинула вагітна дружина Романа Полянского акторка Шерон Тейт. Резнор стверджував, що нічого не знав про історію будинку. Тут був створений The Downward Spiral, альбом (згідно з Kerrang!) «з одного боку підлеглий темі сексу та наркотиків, з іншого —той, що розширив світогляд автора та збагатив ландшафти його творчої особистості». Альбом отримав найвищі оцінки критиків і, ставши платиновим, вивів індастріал рок в мейнстрим. Не менш вражаючим було світове турне, що послідувало після релізу альбому.
Потім Резнор переїхав в Новий Орлеан і тут, в будинку, де раніше розташовувалося похоронне бюро, відбудував собі нову студію (одним з перших її випробував Менсон, записавши альбом Antichrist Superstar). Але в цей же час стало ясно, що образ життя Резнора став чинити негативний вплив на його творчість.
|  | The Downward Spiral з'явився самоздійсненим пророцтвом. Я перетворився на карикатуру, в людину, яку сам перестав впізнавати. Я опинився в дивному становищі, коли з одного боку дедалі більше навколо підлабузників, з іншого — дедалі більше недоброзичливців. Я платівкою Менсона лише і зайнявся заради того, щоб на ментальному рівні залишитися «в дорозі». Кінець роботи застав мене в емоційній трясовині. Настав момент повного розчарування у всьому |

Альбом мав великий успіх — так само як і саундтрек до фільму Девіда Лінча «Загублене шосе» (друга його робота для кіно після «Природжені вбивці» Олівера Стоуна).
В 1997 році Резнор припинив будь-які стосунки з Мериліном Менсоном. У ті ж дні він тяжко переживав втрату: смерть бабусі, яка виховала його. «Кожний день відбувалося щось страшне, але я продовжував функціонувати. Тоді я не усвідомлював цього, але починався період дуже напруженої внутрішньої боротьби», — говорив Резнор в інтерв'ю 2005 року.
|  | Я випивав… Але така вже я людина: варто трохи випити, і якщо запропонують кокаїн, тут же це здасться класною ідеєю… І через добу ідея все ще здається класною: тоді я повзаю по килиму в пошуках гранули, що завалялась… Через якийсь час я почав розуміти, що втратив контроль. Я почав ненавидіти себе. |

У такому стані Трент Резнор в своїй нью-орлеанській студії почав роботу над альбомом The Fragile. «Приступаючи до роботи, я відчував себе так, немов залишився єдиною людиною на землі», — говорив він. Музикант згадував, що робота почалася для нього з відчуття повної духовної спустошеності: він годинами просиджував перед фортепіано, не в силах зробити жодного звуку. Під час психотерапії авторський «блок» був знятий та пісні стали з'являтися одна за одною. Однак, як зазначає журнал Kerrang!, «… це був твір людини, яка відвернулася від зовнішнього світу». Резнор зізнавався, що час від часу включав MTV, але лише для того, щоб «нагадати собі, чого не потрібно робити». В інтерв'ю журналу Time він говорив: «Я був як щур в клітці. Перебував у владі залежності, але не міг змусити себе в цьому зізнатися. Мною панував страх. Було відчуття, що сказати більше нічого. Ніколи не хотів би ще раз зробити подібний альбом».
Альбом The Fragile 1999 року в цілому був зустрінутий критикою неоднозначно. Успіху попередніх платівок він повторити не зміг. «Цією платівкою я дуже пишався. Але продавалася вона гірше, ніж я, та і рекорд-компанія теж, сподівалися, тому можна назвати її невдачею», — пізніше зізнавався Резнор. При цьому альбом став для автора «рятівною гаванню». Після нього Резнор за його власними словами, «знову міг подивитися в дзеркало і себе самого не засоромитися». «Є ще відчуття самотності, недомовленості, страх самотності, але я знову починаю впізнавати <в музиці> себе самого», — говорив він. Про роки депресії він говорив:
|  | Мій експеримент не вдався, я опинився в канаві. Одна справа міркувати про падіння на дно, інше — усвідомлювати, що занурюєшся все глибше… Я не хочу більше туди повертатися. Я був там, і мені не сподобалося. |

Для виходу наступного альбому Nine Inch Nails, знадобилося знову п'ять років. With Teeth, що вийшов в 2005 році, Резнор назвав згодом «обережним» альбомом, визнавши, що платівка не належить до числа його улюблених. «Озираючись назад, я бачу, що не був до кінця впевнений у собі. Протверезівши, я кілька років просто намагався залишитися в живих та відчути себе затишно у власній шкурі перш ніж знову зануритися в таку роботу з ризиком зазнати фіаско», — говорив він.
Альбом був записаний з новим гуртом, на ударних зіграв Дейв Грол. Платівка виявилася нерівною, перш за все, в настрої, перепади якого відчувалися всюди — від зайвої різкості, до надмірної стриманості, через що, як зазначалося в рецензіях, багато немов би залишалося невисловленим. Але цей альбом дозволив Резнору висловитися з політичних питань, зокрема в анти-бушівській пісні «The Hand That Feeds». Головним же було «реабілітаційне» значення альбому. Резнор говорив, що усвідомив: для нього тепер стала можливою студійна діяльність в ясній, неспотвореній наркотиками свідомості, і вирішив цей принцип поширити і на гастрольну діяльність.

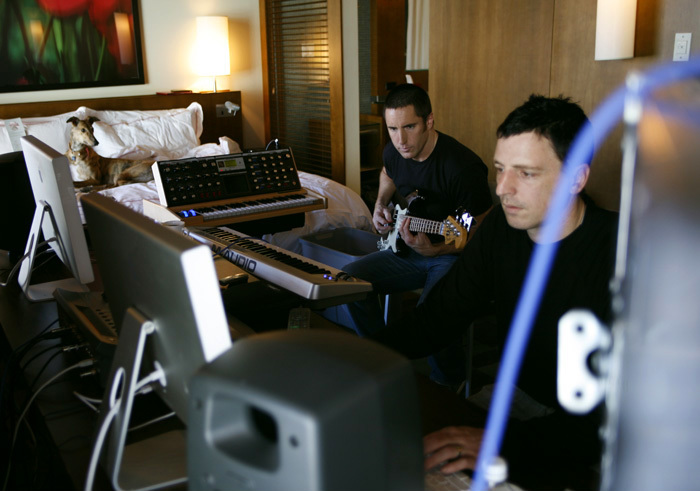
Трент Резнор (зліва) та Аттікус Росс в студії в Торонто, 2006 рік

На гастролях був підготовлений матеріал п'ятого альбому Year Zero, в якому фокус перемістився від особистісних проблем до політичних. Потім пішов несподіваний для багатьох наплив нового матеріалу Nine Inch Nails. У 2008 році вийшов ембіентний інструментальний альбом Ghosts I-IV, що складається із серії EP, які вийшли у цифровому вигляді (Nine Inch Nails до того часу припинили відносини з компанією звукозапису). Всі композиції Ghosts I—IV були записані за два тижні суто імпульсивно, на нових ідеях.
Усього через два місяці виходить восьмий студійний альбом The Slip. На його створення пішов місяць, на запис — три тижні. Альбом, що поширювався безкоштовно, виявився, як зазначав журнал Kerrang!, «напруженим, сповненим відчуттям клаустрофобії». Послідували концерти, які продемонстрували, що Резнор знаходиться в хорошій формі. Але в лютому 2009 року він вперше дав зрозуміти, що історія Nine Inch Nails «як концертного феномена» добігає кінця. З'явилися припущення, що таке рішення може мати відношення до союзу Резнора із співачкою Меріквін Маандіг. Резнор з обуренням відкинув ці інсинуації.
В інтерв'ю журналу Kerrang! Трент Резнор підтвердив: Nine Inch Nails будуть продовжувати записуватися, але перестануть давати концерти. Основним мотивом музикант вказав небажання щовечора перевтілюватися в «колишнього себе». «Частково я пишаюся тим, що зроблено, і що, як мені завжди здавалося, було зробити необхідно. Я відчуваю себе дуже добре та спокійно сплю вночі, розуміючи, що пройшовши через все, зберіг цілісність особистості. Чи багато хто може сказати, що вони знайшли в собі сили зупинитися на вершині? Небагато, і я думаю, <з мого боку> це правильне рішення», — говорив Резнор.
|  | Щоб тебе запам'ятали як людину, яка чесно, а не заради грошей, створила музику… чого можна ще побажати? У свої найтемніші години, коли я ненавидів себе через залежність до цієї хімії, чи що там таке було в мені, я завжди саме музику цінував понад усе. Оригінальний текст (англ.) To be viewed as someone who made music in honesty rather than for money and who made music for all the right reasons would really be all I could ask for... In my darkest hours, when I grew to hate myself through addiction and chemical whatever's in me, I always cared about the music higher than anything else. |

1 жовтня 2010 року відбулася прем'єра фільму Девіда Фінчера «Соціальна мережа», музичне оформлення для якого зробили Трент Резнор і Аттікус Росс. За саундтрек до «Соціальної мережі» Трент і Аттікус отримали кілька престижних нагород, зокрема премію Американської Кіноакадемії «Оскар», «Золотий Глобус», нагороду Асоціації Кінокритиків США, нагороди лос-анджелеської асоціації кінокритиків, Асоціації Кінокритиків Лас-Вегаса і Асоціації Кінокритиків Сент-Луїса.
У 2011 році напередодні двадцятиріччя альбому U2 «Achtung Baby» британський музичний журнал «Q» випустив триб'ют-диск «AHK-toong BAY-bi Covered», де поряд з іншими кавер-версіями пісень ірландського гурту представлена кавер-версія пісні «Zoo Station», записана Nine Inch Nails. Диск вийшов 25 жовтня 2011 і продавався разом з журналом.
9 грудня 2011 року відбувся реліз саундтрека до нового фільму Девіда Фінчера «Дівчина з татуюванням дракона». Трент і Аттікус працювали над цим музичним оформленням 14 місяців і були номіновані на «Золотий Глобус» і премію Британської Академії Кіно і телевізійних мистецтв.
21 вересня 2012 року Трент повідомив на Facebook про те, що How To Destroy Angels підписали контракт з Columbia Records і що новий альбом гурту, EP «An Omen», вийде в листопаді.
13 листопада 2012 року відбувся реліз EP How To Destroy Angels «An Omen». У цей же день вийшов саундтрек до гри «Call of Duty: Black Ops II», заголовну композицію для якої написав Трент.
У 2013 році Резнор працював над першим повнометражним альбомом How To Destroy Angels, який вийшов навесні того ж року, новим матеріалом Nine Inch Nails, піснею для нового альбому Queens Of The Stone Age і якимсь спільним проєктом з Beats by Dr. Dre.

## Музичний стиль та вплив
Трент Резнор є великим шанувальником творчості Девіда Боуї, і альбом Low Резнор неодноразово згадував, як одне з джерел натхнення під час запису альбому The Downward Spiral. 1995 року Nine Inch Nails і Девід Боуї провели ряд спільних концертів в рамках гастрольного туру Боуї Outside Tour. Трент Резнор також з'явився в відеокліпі Девіда Боуї на пісню «I'm Afraid of Americans» та робив ремікси на деякі його композиції. Трент Резнор вважає, що на нього великий вплив зробила музика рок-гуртів Rush та Queen. Також у численних інтерв'ю Резнор, як значущих для нього виконавців, згадував The Cars, The Jesus and Mary Chain, Soft Cell, Прінса, Гері Ньюмана, Ministry та The Cure. Крім того Резнор сказав, що пісня «Down in It» написана під впливом ранньої творчості гурту Skinny Puppy.
Своєю чергою музика Трента Резнора і Nine Inch Nails вплинула на багатьох сучасних виконавців. Наприклад, соліст гурту Porcupine Tree Стівен Вілсон говорить, що він завжди захоплювався музикою Резнора і Nine Inch Nails, в особливості альбомом The Fragile. Також Timbaland, один з найуспішніших продюсерів поп-музики останніх років, назвав Трента Резнора одним з найважливіших музикантів та продюсерів. Після виходу альбому The Downward Spiral в 1994 році багато артистів почали називати Nine Inch Nails одним з найбільш значущих рок-гуртів. Так, наприклад, Девід Боуї порівняв вплив музики Nine Inch Nails з гуртом The Velvet Underground. 1997 року Трент Резнор з'явився в списку «найвпливовіших людей року» журналу Time, в той час як журнал Spin назвав Резнора «найважливішим артистом в музиці». 2007 року Трент Резнор здобув премію від журналу Kerrang! за видатний внесок гурту Nine Inch Nails в рок-музику.

## Особисте життя
Впродовж п'яти років після виходу альбому The Downward Spiral, Резнор боровся з депресією, соціофобією і смертю бабусі, яка виховувала його. Впродовж цього періоду Резнор почав зловживати алкоголем, кокаїном та іншими наркотиками. Він кінець кінцем став схильним до алкоголю і кокаїну. Резнор досяг свого темного моменту із зловживанням психоактивними речовинами під час гастролей в підтримку The Fragile у Лондоні, коли він помилково купив героїн, який, на його думку був кокаїном; у нього сталося передозування, його реанімували в місцевій лікарні.
Резнор одружився з Меріквін Маандіг в жовтні 2009 року. Вони мають двох синів: Лазаруса Ічо (нар. в жовтні 2010) і Бальтазара (нар. 31 грудня 2011).

## Творчий доробок

### Музика до фільмів
- «Природжені вбивці» (1994; автор трьох пісень та продюсер)
- «Загублене шосе» (1997; автор трьох пісень та продюсер)
- «Соціальна мережа» (2010; спільно з Аттікусом Россом)
- «Дівчина з тату дракона» (2011; спільно з Аттікусом Россом)
- «Саунд Сіті» (2013; документальний, автор пісні Mantra)
- «Загублена» (2014)
- «До потопу» (2016; документальний, спільно з Густаво Сантаолалья та Mogwai)
- «День Патріота» (2016; спільно з Аттікусом Россом)
- «Середина 90-х» (2018; спільно з Аттікусом Россом)
- «Пташиний короб» (2018; спільно з Аттікусом Россом)
- «Хвилі» (2019; спільно з Аттікусом Россом)
- «Манк» (2020; спільно з Аттікусом Россом)
- «Душа» (2020; спільно з Аттікусом Россом і Джоном Батістом)
- «22 проти Землі» (2021; короткометражний, спільно з Аттікусом Россом)
- «Разом з кістками» (2022; спільно з Аттікусом Россом)
- «Імперія світла» (2022; спільно з Аттікусом Россом)
- «Підлітки-мутанти Черепашки-ніндзя: Погром мутантів» (2023; спільно з Аттікусом Россом)
- «Вбивця» (2023; спільно з Аттікусом Россом)
- «Суперники» (2024; спільно з Аттікусом Россом)
- «Квір» (2024; спільно з Аттікусом Россом)
- «Ущелина» (2025; спільно з Аттікусом Россом)
- «Трон: Арес» (2025; спільно з учасниками Nine Inch Nails)
- «Після полювання» (2025; спільно з Аттікусом Россом)

### Музика до телесеріалів
- «Війна у В'єтнамі» (2017; документальний)
- «Вартові» (2019)
- «Франшиза» (2024; автор головної музичної теми)

### Музика до відеоігор
- Quake (1996; спільно з учасниками Nine Inch Nails)
- Call of Duty: Black Ops II (2012; автор головної музичної теми)
- Batman: Arkham Knight (2015; музичний консультант)
- Intergalactic: The Heretic Prophet (спільно з Аттікусом Россом)